# Sailing to Byzantium
Sailing to Byzantium is een gedicht van William Butler Yeats. Het is geschreven in 1927 en opgenomen in de in 1928 gepubliceerde gedichtbundel The Tower. 
Het rijmschema is ab ab ab cc, het in Italië geïntroduceerde ottava rima of achtregelige rijm. Tezamen met het metrum geeft dit het gedicht een heroïsch karakter, maar hier gaat het volgens Yeats om een spirituele reis. Zijn latere gedicht Byzantium opgenomen in zijn in 1933 verschenen dichtbundel The winding stair and other poems is een aanvulling hierop.